# Țărancă voioasă (pictură de Nicolae Grigorescu)
Acest articol dezvoltă secțiunea Opera a articolului principal Nicolae Grigorescu.
Țărancă voioasă este o pictură realizată de pictorul român Nicolae Grigorescu în anul 1894. Pictura aparține Muzeului Național de Artă al României și a fost semnată în partea de dreapta jos a ei. Lucrarea este una dintre cele mai valoroase creații de acest gen din perioada ce urmează anului 1890. Se vede cu ochii liberi că artistul a depus tot efortul să creeze un tablou desăvârșit, oarecum definitivat. Pictorul s-a străduit să înfățișeze tot ce a simțit și a dorit să redea penelul din personalitatea fetelor de la țară pe care le-a întâlnit în drumețiile sale. Țăranca voioasă este un exemplar tipic din satele românești din acele vremuri și nu numai. Toate fetele prezentau un obraz sănătos, colorat și o bună dispoziție care transpira din atitudinea provocatoare ce-o afișa în fața bărbatului. Privirea îndrăzneață denotă dorința de-a cerceta istețimea bărbatului, ea fiind gata să concureze în glume pline de ironie, așa cum se întâmpla tradițional la horele satului, la clăci sau la șezătorile de iarnă.
Țăranca voioasă, împreună cu Mocanul, Țărancă din Muscel, Țărancă cu maramă și Țărancă de la munte, se remarcă a fi una dintre cele mai bune și mai reprezentative lucrări cu o astfel de tematică din opera grigoresciană. Este redat în ea, minunatul port popular românesc, cu toată bogăția lui de culori, port care este în acest tablou documentar nu numai anecdotic, ci și o parte importantă și integrantă a portretului. El contribuie la conturarea unui profil moral al tinerei țărănci, dându-i în final prestanță și multă noblețe.

## Portrete de țărănci
Nicolae Grigorescu a pictat o serie de capete de tinere de la țară, îmbrobodite cu tulpan sau cu o basma legată pe sub bărbie, cel mai adesea de culoare galbenă sau albe, cu nodul capetelor când la stânga, când la dreapta. Lucrările au fost denumite de cele mai multe ori Țărăncuțe sau Bust de fată, Tip de mahala sau cu denumiri mai precise ca Mina. Unele au fost datate în anul 1894, 1895 (Tip de mahala) sau 1904 (Mina). Cele mai numeroase dintre lucrări au fost realizate anterior acestor ani.

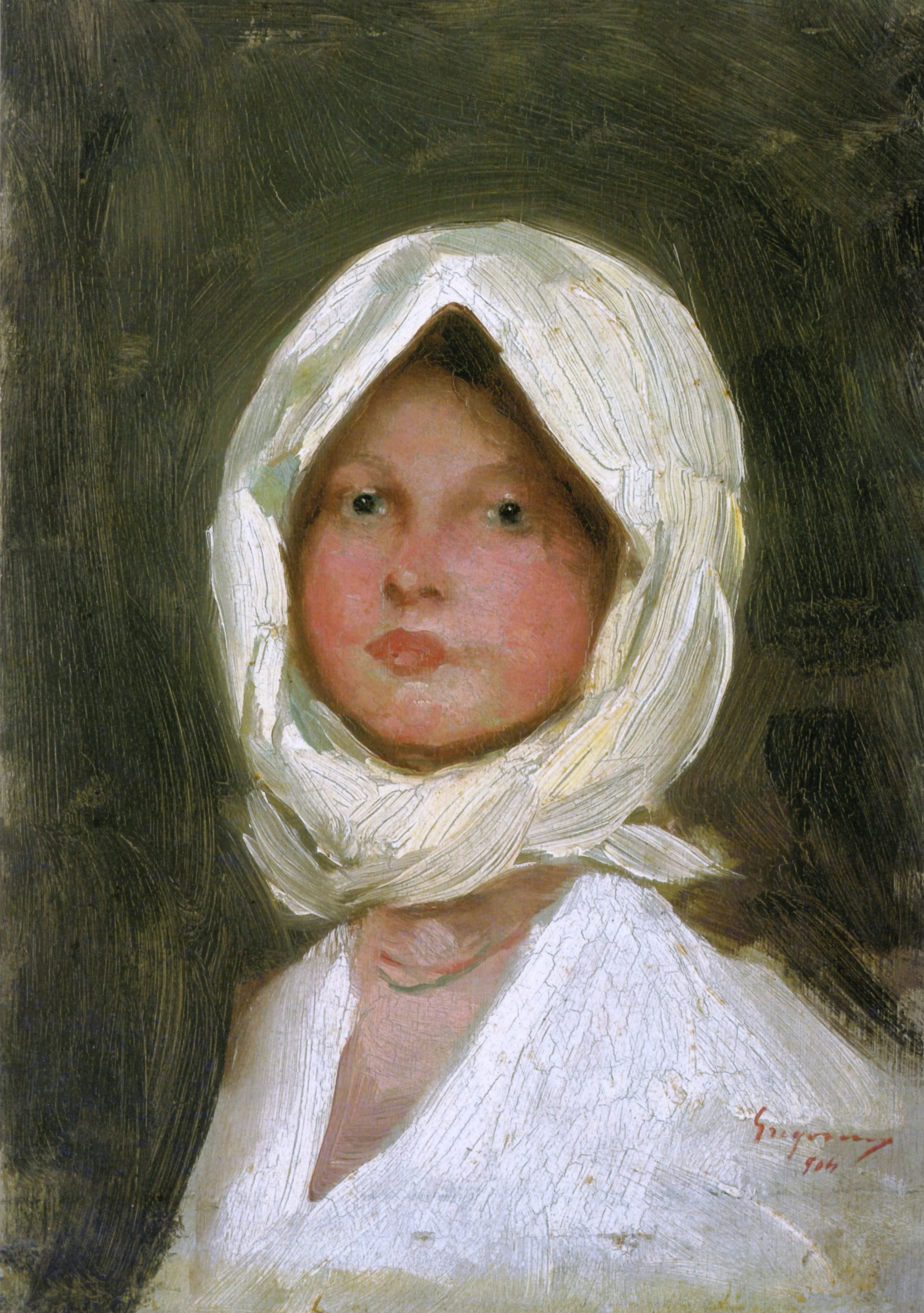
Mina - 1904

Majoritatea lucrărilor cu țărăncuțe, au același stil de execuție, cu o pastă ușor roșiatică, gradată și nuanțată după poziția pe care o ocupă la față, tocmai pentru a preciza culoarea sănătoasă a modelului înfățișat, gura senzuală și carnația, de obicei brună. De regulă, ochii sunt visători și galeși având o privire îndrăzneață și insistentă, strălucind din umbra orbitelor. Studiind chipurile realizate, este evident că pictorul a folosit un același model care a pozat pentru execuția mai multor schițe. Artistul și-a dat silința de fiecare dată să ajungă la un studiu serios și bun, fiind interesat permanent de caracteristicile  tipurilor de tinere românce. Studiile pe care le-a făcut, nu au mers niciodată mai mult de atât, chiar dacă uneori, a mai adăugat elemente vestimentare, cum ar fi un mintean deschis la piept din Bust de fată sau gulerul de blană a unei scurteici din Tipul de mahala.
George Oprescu a studiat mai mult de douăzeci de lucrări realizate de artist de acest fel, și a ajuns la concluzia că foarte rar modelul folosit mai avea acea sănătate provocatoare ce se face remarcată a unei fete de măritat, ci de cele mai multe ori ea este o copilă blondă, mai puțin precoce, cu ochii de culoare închisă, ce are o gură mică, ușor întredeschisă copilărește. Fața este palidă și rotundă, încadrată de basmaua gălbuie și are un mintean peste cămașa fără niciun ornament, deschisă la gât.
Tendința principală a operei lui Grigorescu s-a manifestat în sublinierea sănătății morale și a marilor calități fizice și morale ale oamenilor din mediul rural, mai mult decât prezentarea vieții grele și de mizerie din acele vremuri. Critica socială a fost reprezentată în tematica bordeielor și a târlelor. El a închegat o lume a satului plină de farmec și de căldură,  prin etalarea sentimentală a personajelor ce i-au stat ca model în nenumăratele portrete de țărăncuțe și ciobănași ca Țăranca din Muscel, Mocanul, Țăranca de la munte, Țăranca cu maramă și Țărancă voioasă.

## Descrierea lucrării
Țărancă voioasă este o lucrare de mari proporții realizată în anul 1894. Acest tablou este mult mai important decât cele despre care s-a făcut vorbire mai sus și care au fost executate la repezeală, poate fără un model pe viu, adică după un studiu anterior. Țărăncuța cea voioasă are trăsături surprinzătoare și îndrăznețe ca efect și dimensiuni. Aceste trăsături ajung la dimensiuni considerabile, în unele porțiuni ale pânzei de doi până la trei centimetri lățime și de la zece la cincisprezece centimetri lungime, executate cu latul pensulei.
Țăranca voioasă, împreună cu Mocanul, Țărancă din Muscel, Țărancă cu maramă și Țărancă de la munte, se remarcă a fi una dintre cele mai bune și mai reprezentative lucrări cu o astfel de tematică din opera grigoresciană. Este redat în ea, minunatul port popular românesc, cu toată bogăția lui de culori, port care este în acest tablou documentar nu numai anecdotic, ci și o parte importantă și integrantă a portretului. El contribuie la conturarea unui profil moral al tinerei țărănci, dându-i în final prestanță și multă noblețe.
Lucrarea este una dintre cele mai valoroase creații de acest gen din perioada ce urmează anului 1890. Se vede cu ochii liberi că artistul a depus tot efortul să creeze un tablou desăvârșit, oarecum definitivat. Pictorul s-a străduit să înfățișeze tot ce a simțit și a dorit să redea penelul din personalitatea fetelor de la țară pe care le-a întâlnit în drumețiile sale. Țăranca voioasă este un exemplar tipic din satele românești din acele vremuri și nu numai. Toate fetele prezentau un obraz sănătos, colorat și o bună dispoziție care transpira din atitudinea provocatoare ce-o afișa în fața bărbatului. Privirea îndrăzneață denotă dorința de-a cerceta istețimea bărbatului, ea fiind gata să concureze în glume pline de ironie, așa cum se întâmpla tradițional la horele satului, la clăci sau la șezătorile de iarnă.

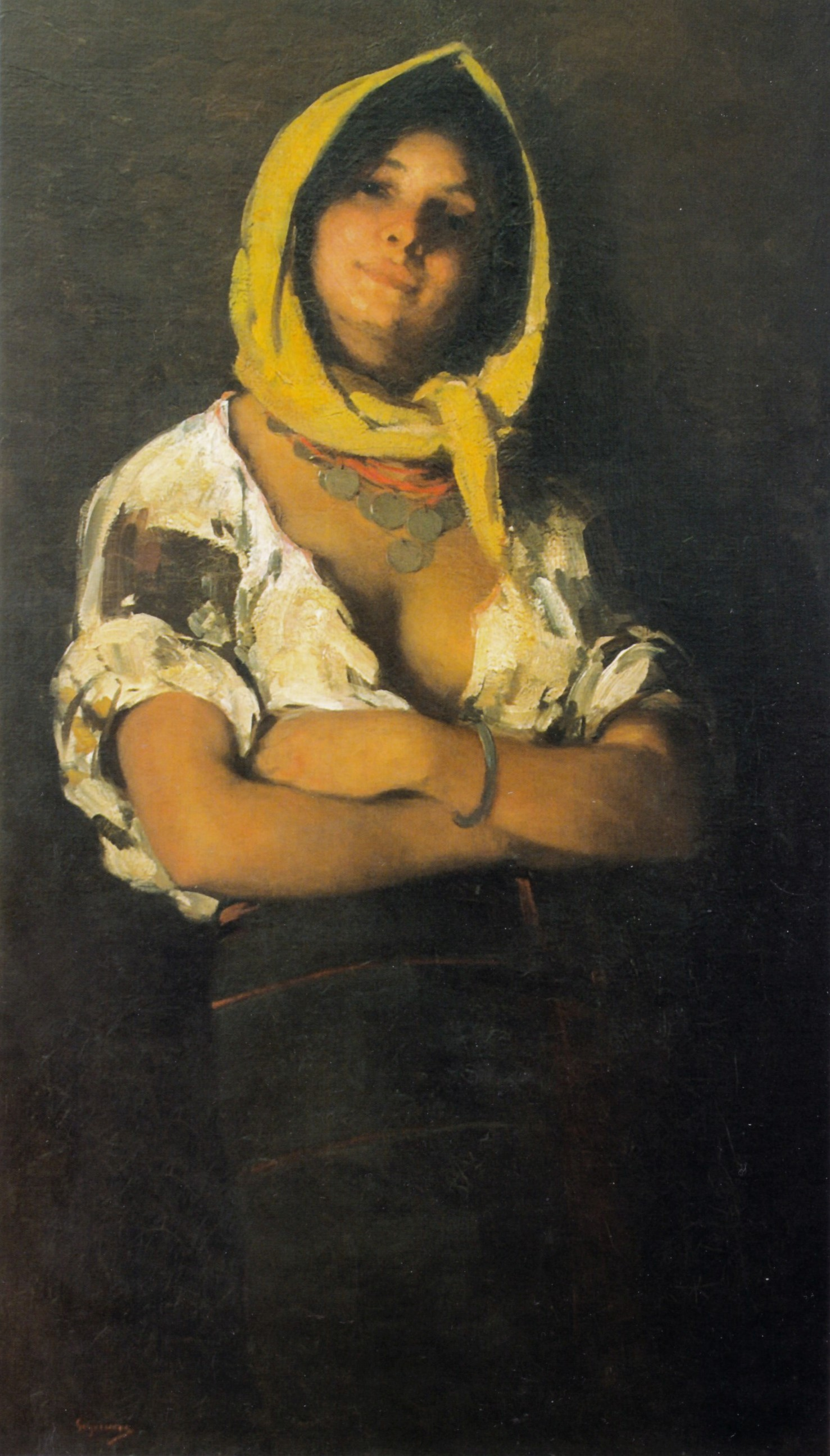
Țigancă din Boldu

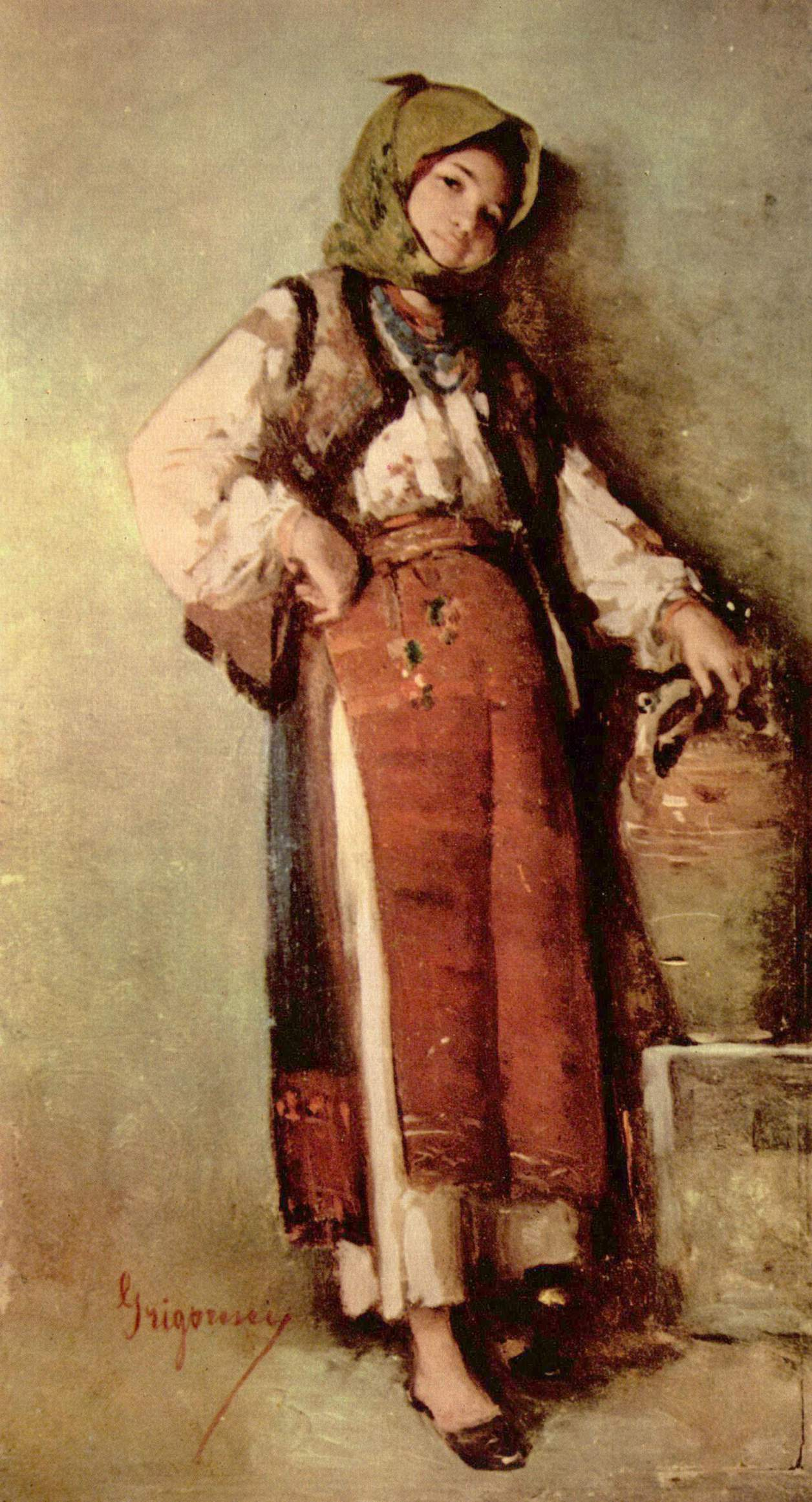
Țărancuță cu ulcior

Costumul tradițional a variat în funcție de localitate, deși cel mai adesea capul a fost reprezentat legat neglijent, dar cochet, cu o basma dintr-un material dintr-o stofă subțire de culoare deschisă. Uneori, țăranca poartă fotă, alteori catrințe, cămasă albă adesea fără râuri. Mai toate studiile, poate și în realitate, prezintă o femeie ce poartă mintean îmblănit și brodat, marginea lui având blană de miel negru.
La fel de reușită ca Țărancă voioasă, este și Țigancă din Boldu, cunoscută și ca Ursăreasa din Bolduri, aflată astăzi la Muzeul de Artă din Iași. George Oprescu a opinat că țăranca este soră bună cu bruna cea frumoasă din Boldu. Cea din urmă este senzuală, cămașa i-a căzut de pe umeri lăsând să se vadă sânii pietroși. Ea are o privire întrebătoare și o nuanță de ironie în ochi. Iar brațele, sunt pictate cu un avânt demn de Hals. Cusurul pânzei este că partea de jos a fost neglijată.
Cu ceva timp în urma pictării celor două modele descrise până acum, Nicolae Grigorescu a mai pictat un tablou de dimensiuni mai mici, intitulat Țăranca cu ulciorul. Costumul acesteia are multe asemănări cu cel al celor două modele de mai sus, îndeosebi cu cel al Țărăncii voioase. Pe atunci nu disprețuia ca în anul 1894 detaliile pitorești tradiționale. Ba, dimpotrivă, a insistat asupra lor și le-a realizat cu mare minuțiozitate. Pare că fiecare detaliu a fost creat dintr-o dată, cu o singură atingere de pensulă. Nu există vreun amănunt care nu fie făcut cu o cheltuială minimă de materie și de o exactitate exemplară. După atâția ani de experiență, artistul a ajuns să nu mai pună preț pe înflorituri și detalii în care bravura să-l împiedice la o exprimare spontană de sentiment. Interesul acestei perioade târzii a creației lui Nicolae Grigorescu, a fost să redea cu intensitate căldura umană, fluxul senzual, tinerețea și speranța zilelor ce vor veni ca promisiuni a unei mari bucurii. Acest demers artistic a impus renunțarea la ornamentele vestimentare, acestea devenind un balast ce se opunea țelului artistic ales a fi evocat. Tot accentul a fost pus pe chipul modelului, pe expresie și pe farmecul și atracția cuceritoare a tinereții pe care ne-o arată Țiganca din Boldu și Țărancă voioasă. Curios și surprinzător este faptul că, pensulația și modul de înfățișare a feței apropie cele două lucrări de celebrul tablou Evreu cu gâscă. Această constatare pe care George Oprescu a făcut-o, este atât de uluitoare încât arată posterității cât de conștient era artistul de ce rezultate dorea să obțină și cum a știut el să se servească de elementele cele mai contradictorii, în funcție de împrejurări, să le dozeze și să se joace cu ele într-un așa fel încât rezultatul obținut să fie diferit, dar exact ceea ce și-a dorit să exprime.

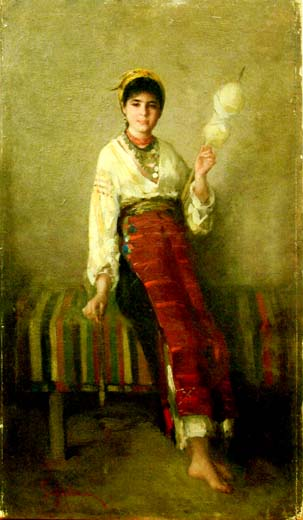
Logofeteasa
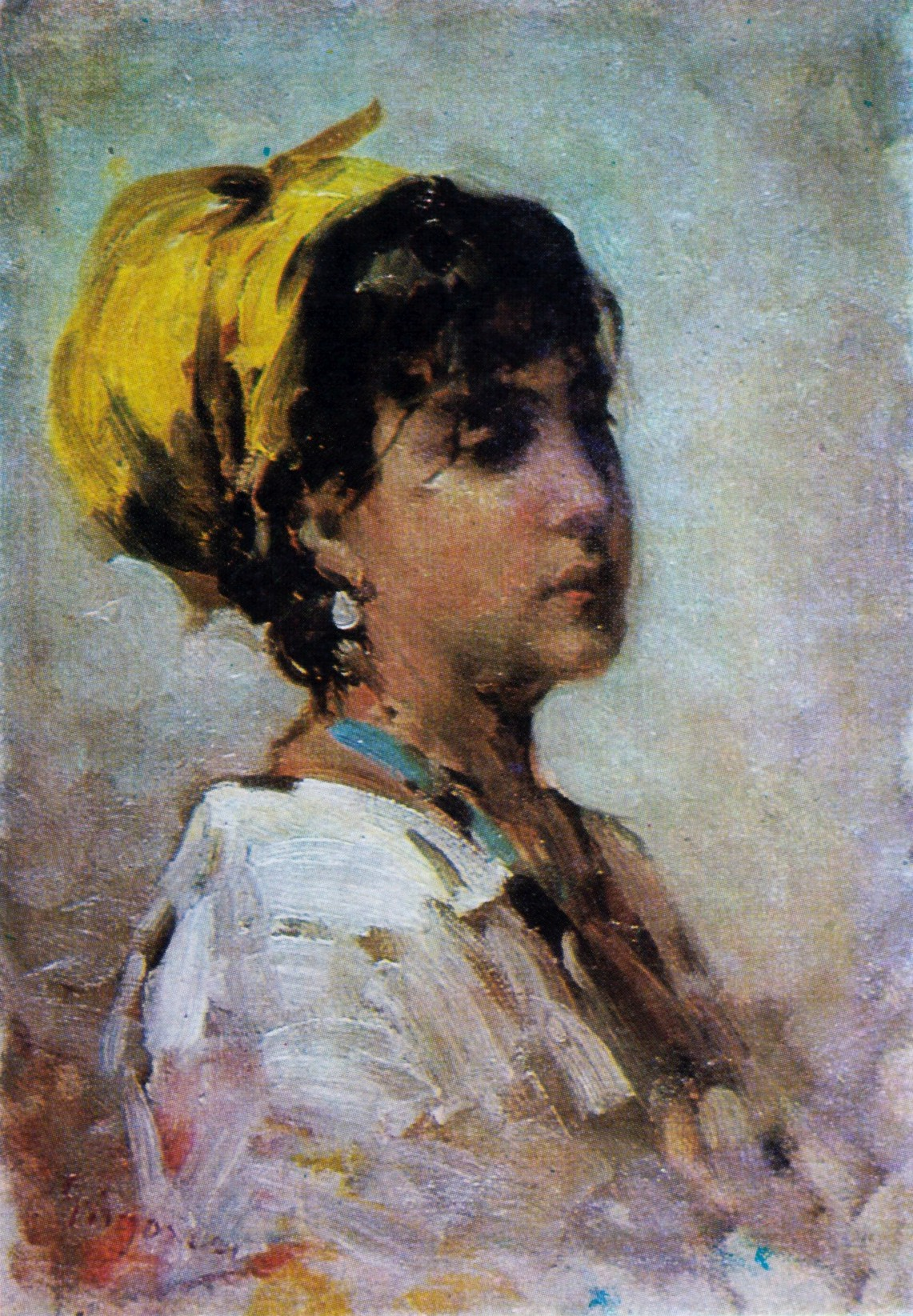
Fata cu basma galbenă
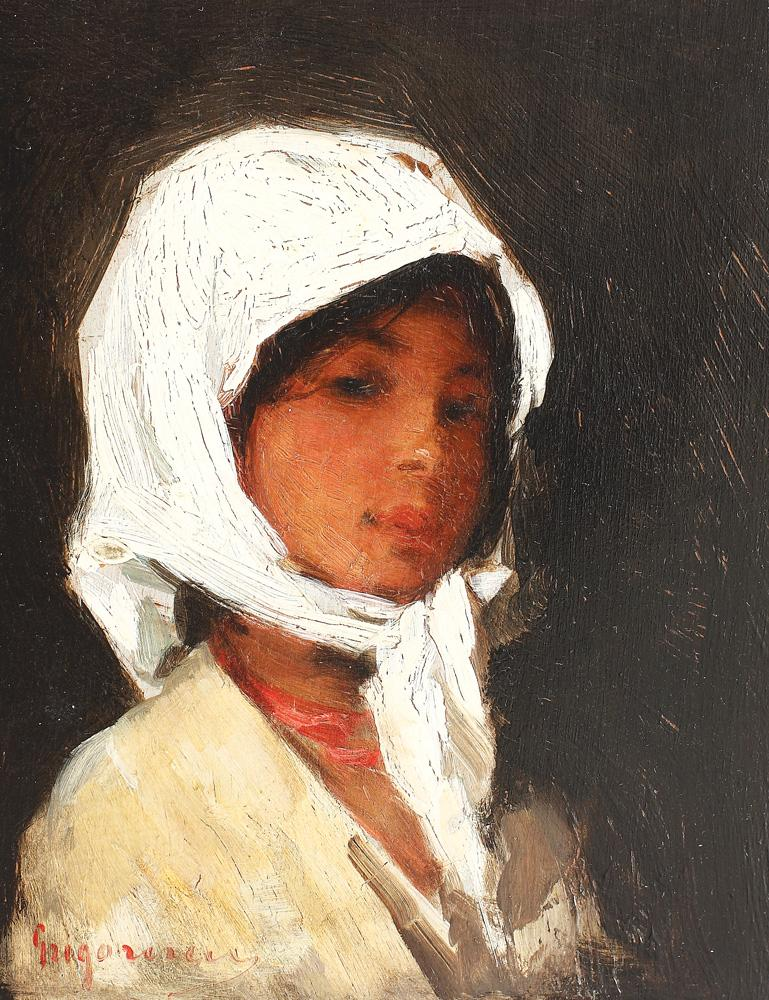
Țărăncuța cu broboadă albă
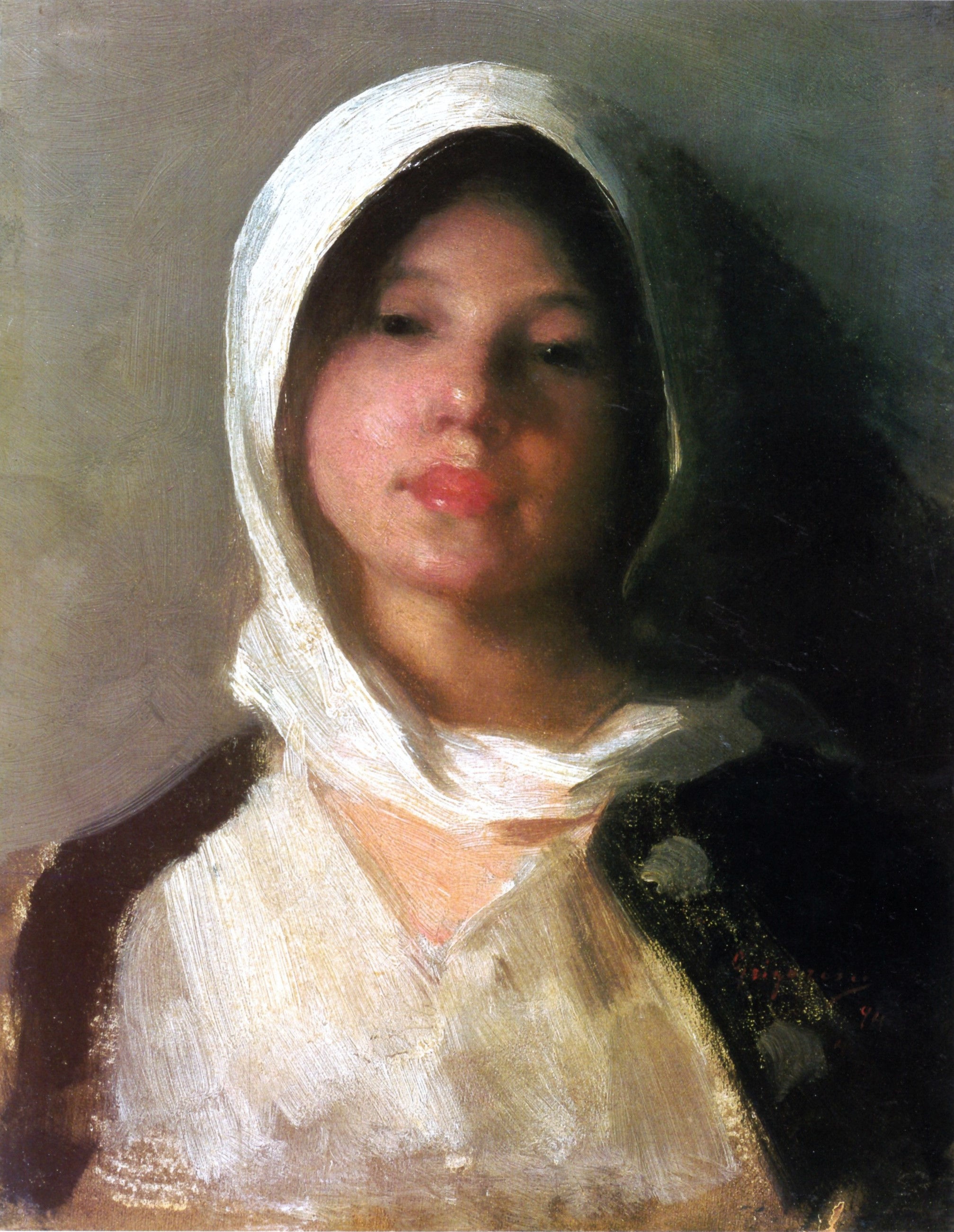
Țărancă
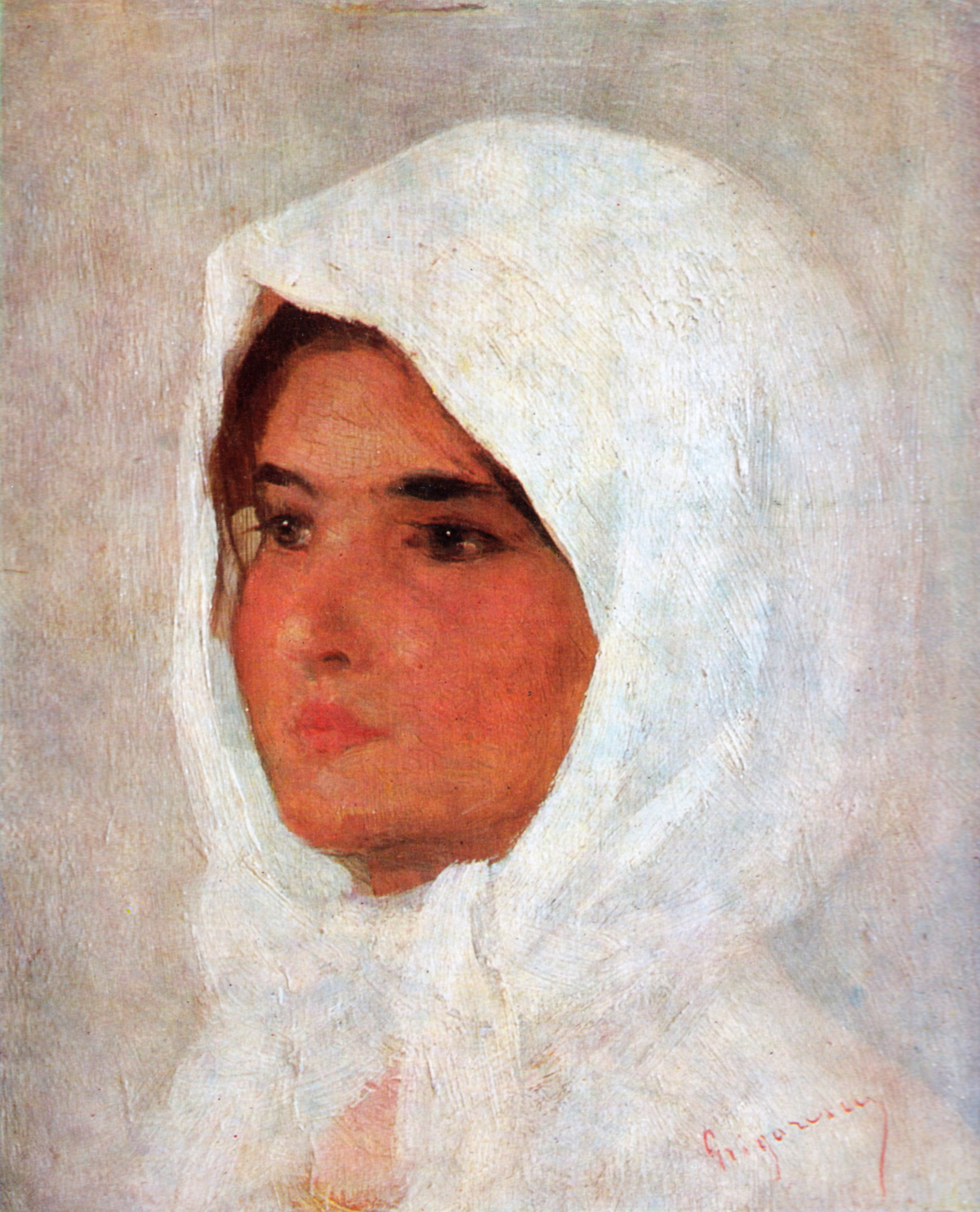
Cap de țărăncuță
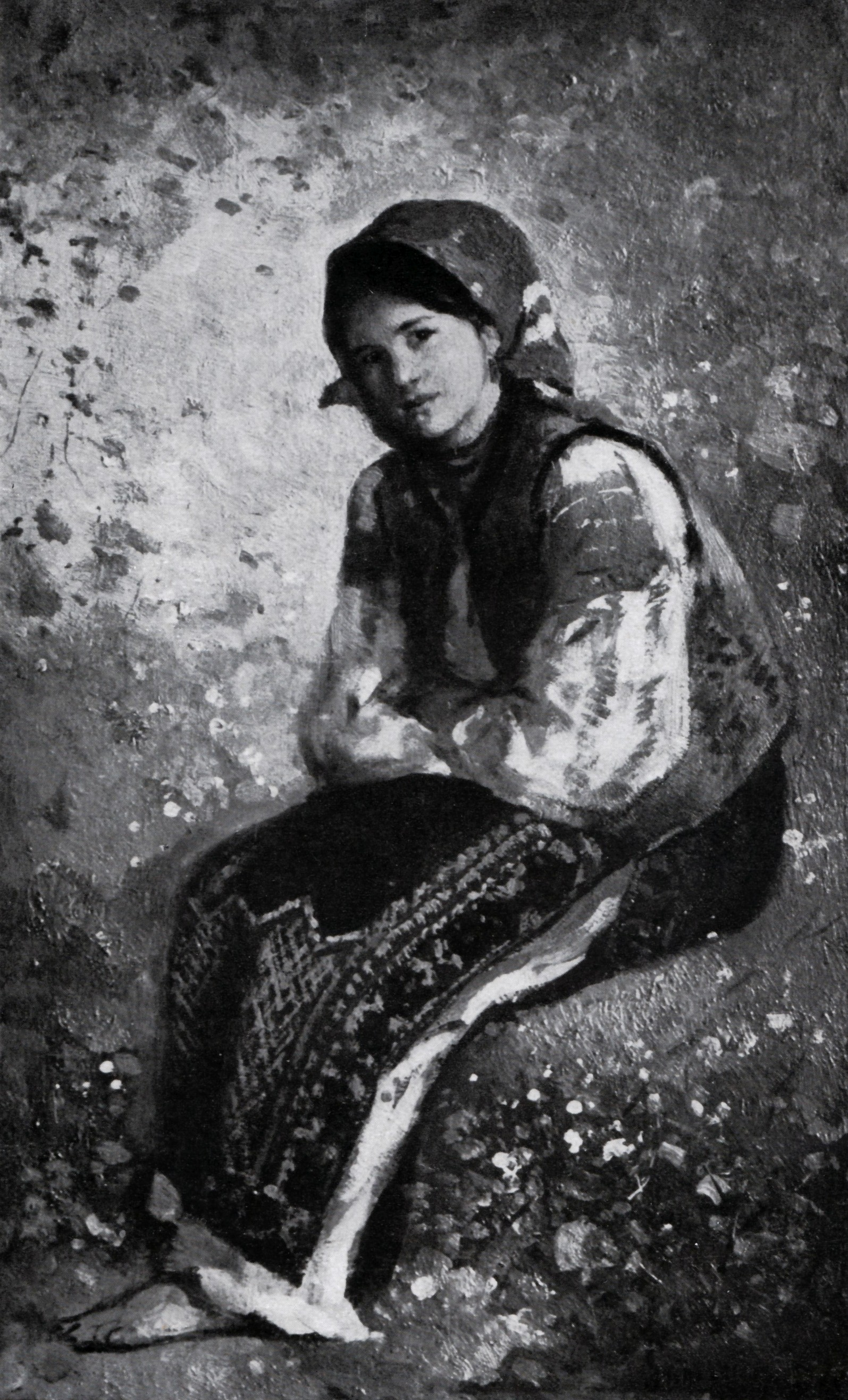
Fată odihnindu-se pe tăpșan

Partea de jos a lucrării Țărancă voioasă a fost realizată expeditiv, ca și fondul. A folosit în acest sens o pastă subțire pe care a aplicat-o în unele zone - pe alocuri, au apărut de-a lungul timpului porțiuni care arată preparația pânzei și pete albe care se amestecă într-un mod fericit într-o armonie generală a coloritului.
Mai există câteva tablouri cu execuție mai expeditivă ca Țăranca cu brațele încrucișate cunoscută și ca Fată odihnindu-se pe tăpșan, Țărancă pe o bancă cu furca lângă ea cunoscută și ca Logofeteasa, și o altă țărancă care schițează gestul de a toarce. Toate se aseamănă cu Țărancă voioasă prin unele probleme pe care pictorul le-a întâmpinat. Aceste ultime lucrări au fost pictate mult mai superficial cu excepția capului. Toate aceste tablouri a ajutat critica de artă să treacă de la genul portretului grigorescian al țărăncii la cel în care fata de la țară a devenit personajul principal într-o compoziție.

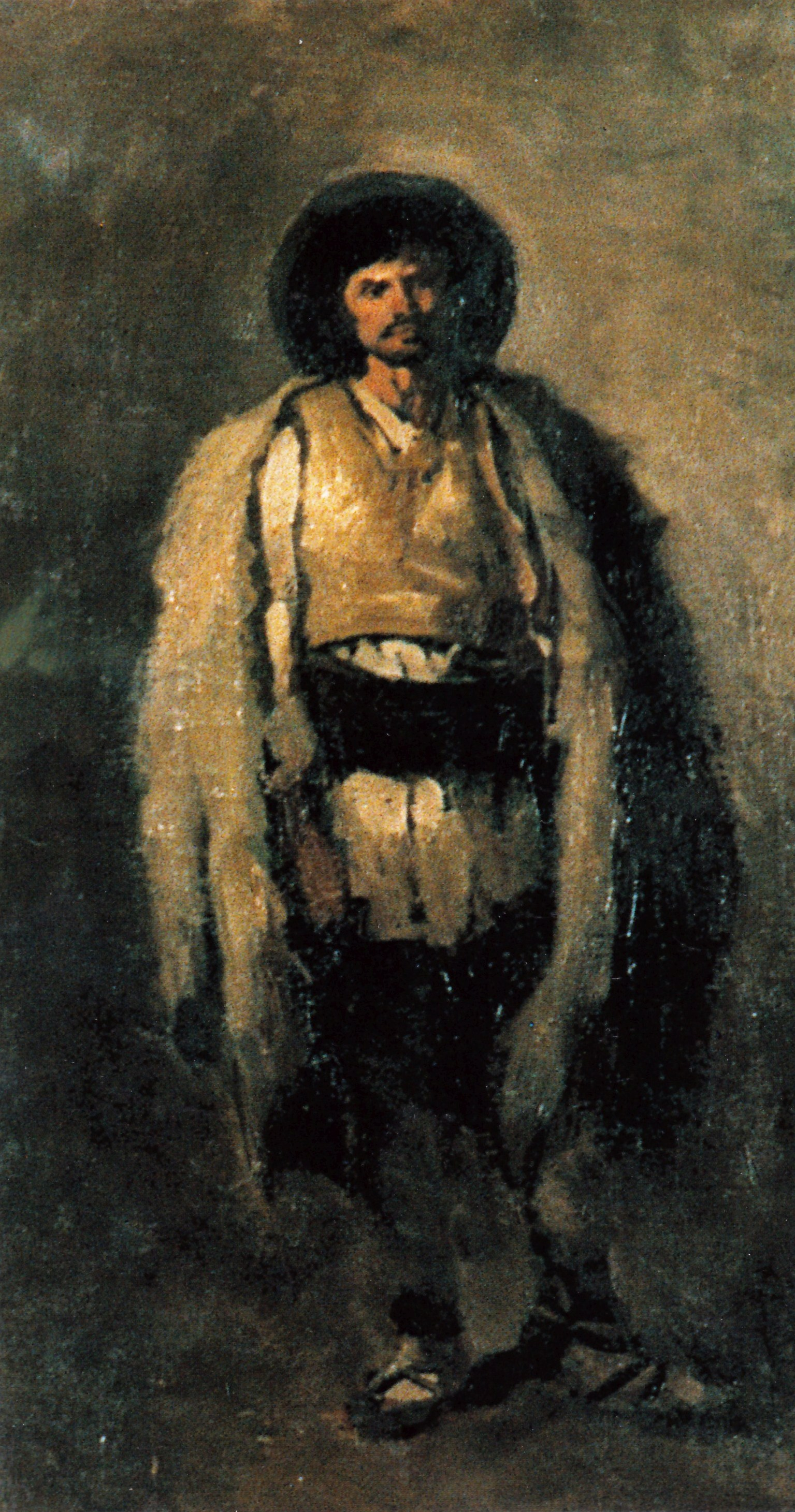
Mocanul
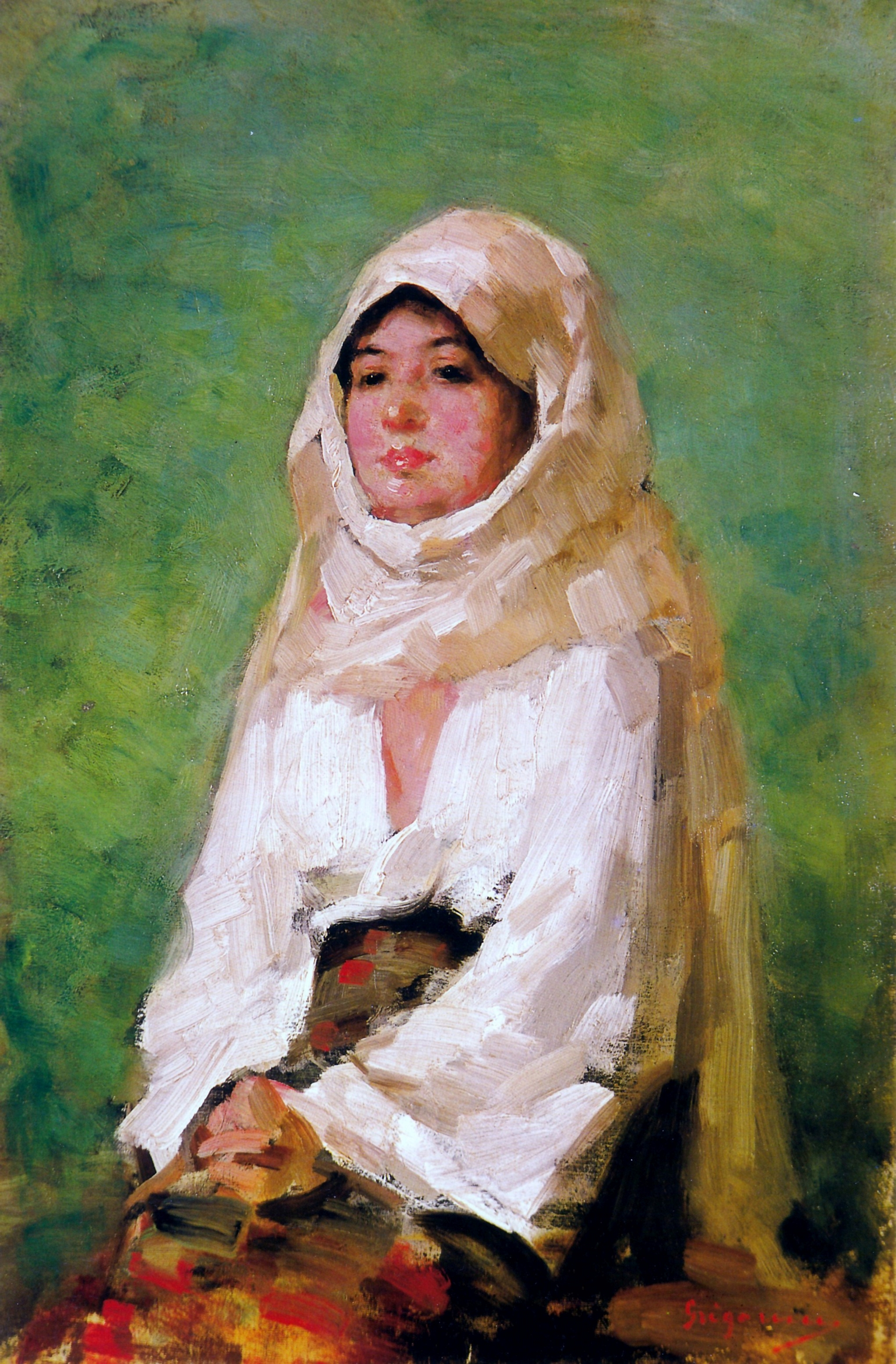
Țărancă cu maramă
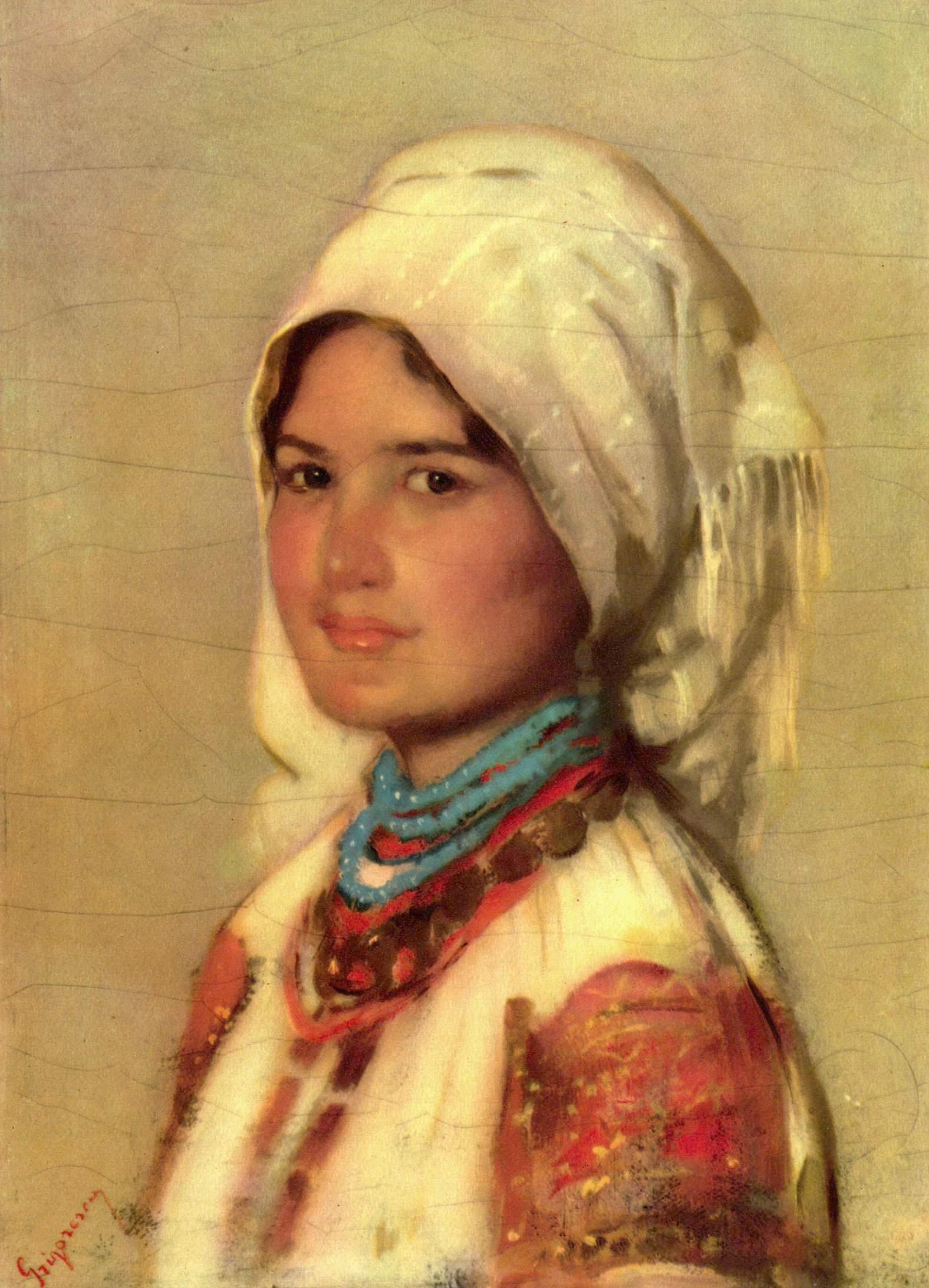
Țărancă din Muscel
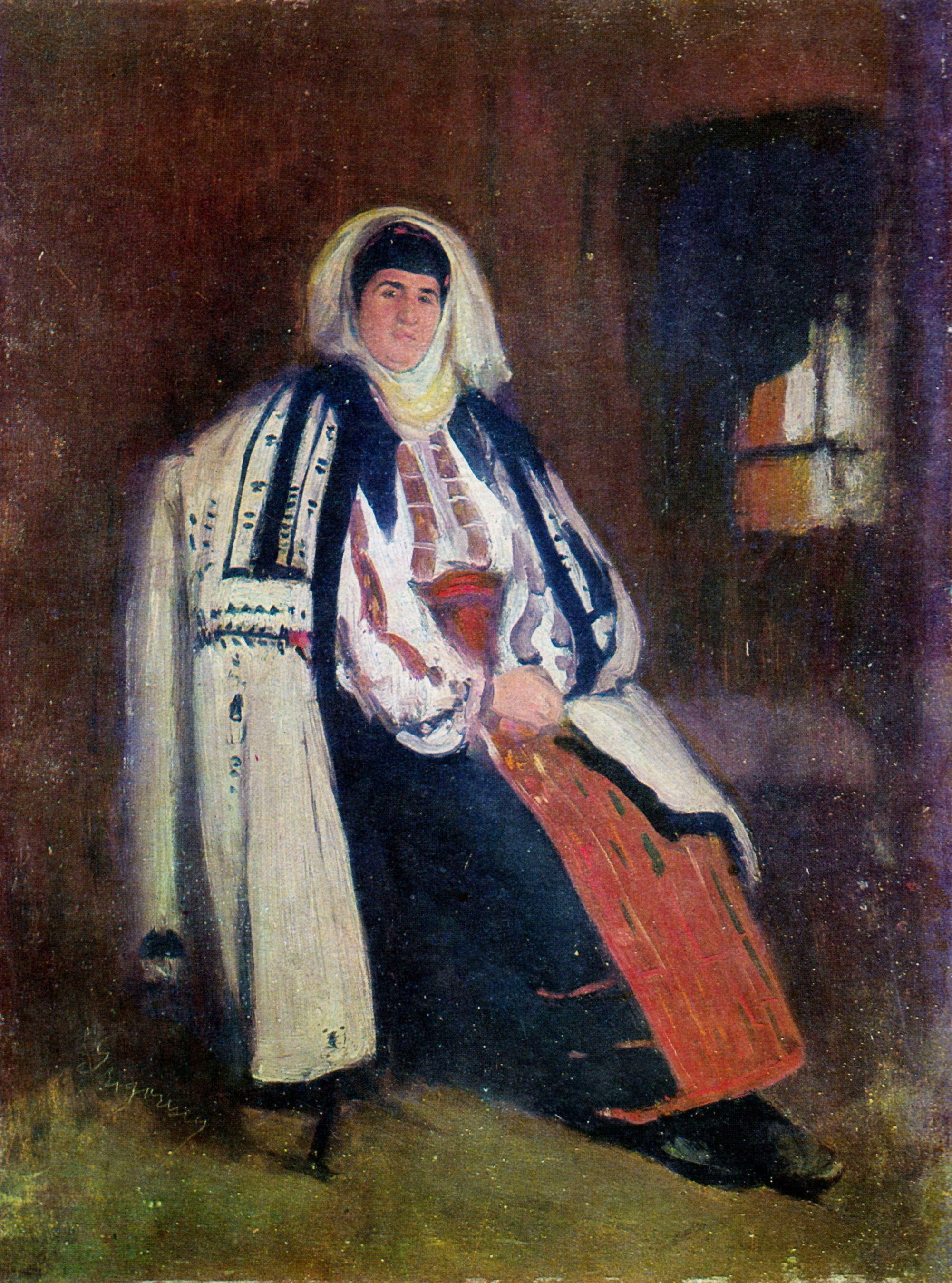
Țăranca de la munte

## Filatelie

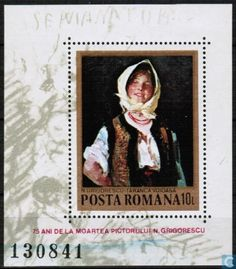
Timbru emis în anul 1982

- În anul 1982, cu ocazia împlinirii a 75 de ani de la decesul Lui Nicolae Grigorescu, Poșta Română a emis un timbru omagial cu pictura Țărancă voioasă cu valoarea nominală de 10 Lei.